# Liv Golf

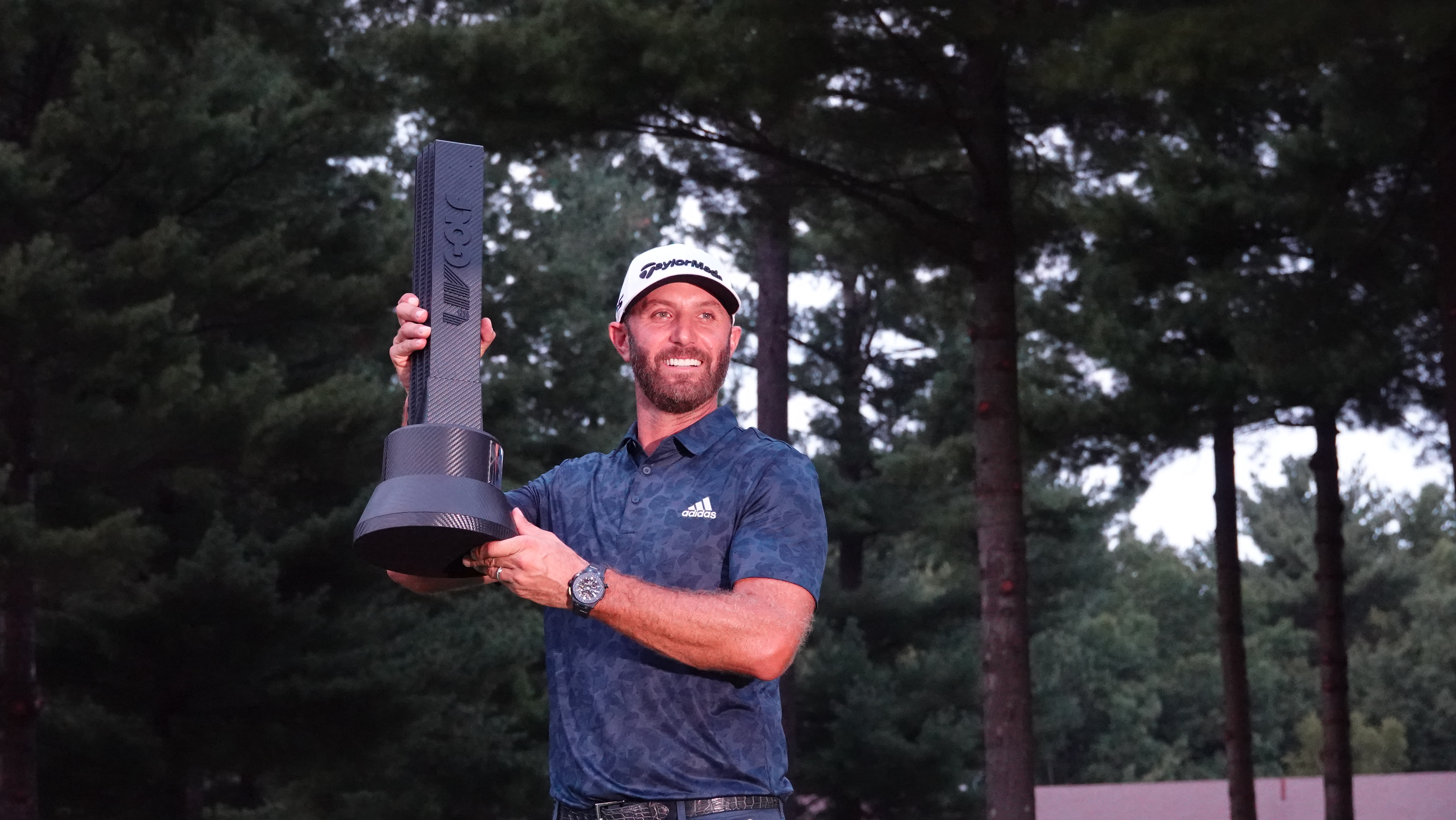
Dustin Johnson med segerpokalen vid Liv Golf Invitational Boston den 4 september 2022. Han blev också den individuella totalvinnaren för säsongen. Han och hans lag 4 Aces GC, tillsammans med Talor Gooch, Pat Perez och Patrick Reed, vann också säsongens lagtävling.

Liv Golf, av organisationen skrivet LIV Golf, är en brittiskregistrerad internationell golforganisation som startades 2021 av den saudiska statliga investeringsfonden Public Investment Fund (PIF). 52 golfspelare fördelat på 13 fyrmannalag, plus två stycken wild cards, spelar 14 deltävlingar. Golforganisationen kontrolleras av Liv Golf Ltd i London i England. LIV syftar på de romerska siffrorna LIV (54). 54 är det resultatet man skulle kunna få om man skulle få birdie på varje hål på en par-72-bana. Det är också antalet hål som ska spelas i varje event.

## Historik
År 2019 var det diskussioner om att starta Premier Golf League (PGL) i syfte att konkurrera med det amerikanska PGA Tour. PGA var snabbt ute och meddelade att alla golfspelare som skriver kontrakt med den nya golforganisationen skulle omedelbart bli avstängda och eventuellt bannlysta från deras golfturneringar. Idén om PGL framfördes till PIF, som tyckte idén var intressant men PIF ville hellre att starta en helt egen golforganisation. Delar av PGL anslöt sig till PIF och golforganisationen startades officiellt 2021. PIF ville ha ett känt namn som VD för golforganisationen och erbjöd Jack Nicklaus mer än 100 miljoner amerikanska dollar för att leda Liv, Nicklaus tackade dock nej till det. De vände då blickarna till Greg Norman som utsågs till VD den 29 oktober. Den 17 mars 2022 meddelade Liv och Norman att första säsongen skulle gå under namnet Liv Golf Invitational Series 2022 och ha 255 miljoner dollar i totala prispengar, som skulle betalas ut under åtta deltävlingar. Den 25 juni 2022 offentliggjorde DP World Tour att samtliga spelare som spelar för Liv för säsongen 2022 skulle bli avstängda och bötfällda med 100 000 dollar vardera, PGA Tour hade tidigare också varnat golfspelare om avstängningar om dessa skulle spela den säsongen för Liv.
I juni 2022 meddelade Liv att för säsongen 2023 kommer säsongen heta LIV Golf League och ha ett ligaformat med tabell och 14 golfturneringar där 48 kontrakterade golfspelare spelar. Golfspelarna ska dock fortfarande ingå i lag och som leds av en lagkapten, som har också ansvar att välja tre kontrakterade golfspelare till sitt lag. Prispengar för denna säsong ska ligga på 405 miljoner dollar.
Den 16 januari 2025 meddelade Liv Golf att man hade signerat ett medieavtal med amerikanska tv-nätverket Fox Broadcasting Company och deras TV-division Fox Sports, första stora TV-avtal för Liv Golf. Golforganisationen hade tidigare haft ett avtal med The CW.

### Rekryterade golfspelare
Ett urval av kända golfspelare som har rekryterats till Liv Golf.

#### 2022
- Den 1 juni blev det klart att Dustin Johnson hade skrivit på för Liv Golf och avtalet är värt omkring 100 miljoner brittiska pund.[16]
- Den 6 juni meddelades det att Phil Mickelson hade kommit överens om ett avtal med Liv Golf och avtalet är uppskattningsvis värt omkring 200 miljoner dollar.[17]
- Den 8 juni rapporterades det om att Bryson DeChambeau hade signerat ett avtal med Liv Golf och avtalet är uppskattningsvis värt mer än 100 miljoner dollar.[18]
- Den 20 juli meddelade Henrik Stenson att denne skulle ansluta sig till Liv Golf. Kontraktet är på flera år och kan vara värt upp till 50 miljoner dollar.[19]
- Den 29 juli offentliggjorde Liv Golf att man hade skrivit ett avtal med Bubba Watson om att spela för dem från och med 2023 års säsong. För säsongen 2022 var Watson endast ej spelande lagkapten, på grund av rehabilitering efter en knäoperation, med start från deltävlingen i Bolton, Massachusetts i USA. Avtalet rapporterades vara värt omkring 50 miljoner dollar.[20]
- Den 30 augusti blev det klart att Cameron Smith hade skrivit på för Liv Golf. Avtalet är värt mer än 100 miljoner dollar.[21]

#### 2023
- Den 15 februari meddelades det att Mito Pereira hade kommit överens om ett avtal med Liv Golf och avtalet är uppskattningsvis värt omkring 100 miljoner dollar.[22]
- Den 7 december blev det klart att Jon Rahm hade signerat ett avtal med Liv Golf och avtalet är uppskattningsvis värt 300–600 miljoner dollar.[23]

#### 2024
- Den 29 januari offentliggjordes det att Tyrrell Hatton hade signerat ett avtal med Liv Golf och avtalet är värt 50 miljoner pund.[24]
- Den 28 februari meddelade Liv Golf att Anthony Kim skulle göra comeback som professionell golfspelare efter tolv års uppehåll. Hans första tävling för Liv Golf skulle vara Liv Golf Jeddah 2024.[25][26]

## Mästare
| Individuellt - 2022: Dustin Johnson (4 Aces) - 2023: Talor Gooch (Range Goats) - 2024: Jon Rahm (Legion XIII) - 2025: Jon Rahm (Legion XIII) | Lag - 2022: 4 Aces - 2023: Crushers - 2024: Ripper | Prispengarledaren - 2022: Dustin Johnson ($35 637 766,67) - 2023: Talor Gooch ($36 068 921,42) - 2024: Jon Rahm ($34 738 154,75) |

## Tävlingar
| Adelaide - 2023 · 2024 · 2025 Andalucía - 2023 · 2024 · 2025 Bangkok - 2022 Bedminster - 2022 · 2023 Boston - 2022 Chicago - 2022 · 2023 · 2024 · 2025 Dallas - 2024 · 2025 DC - 2023 Greenbrier - 2023 · 2024 Hong Kong - 2024 · 2025 | Houston - 2024 Indianapolis - 2024 Jeddah - 2022 · 2023 · 2024 Korea - 2025 Las Vegas - 2024 London - 2022 · 2023 Mayakoba - 2023 · 2024 Mexico City - 2025 Miami - 2022 · 2023 · 2024 · 2025 Michigan - 2025 | Nashville - 2024 Orlando - 2023 Portland - 2022 Riyadh - 2025 Singapore - 2023 · 2024 · 2025 Storbritannien - 2024 · 2025 Tucson - 2023 Tulsa - 2023 Virginia - 2025 |